# Jurassic Park (videogioco SNES)
Jurassic Park è un videogioco per Super Nintendo Entertainment System pubblicato da Ocean Software, ispirato al film Jurassic Park. Gameplay e storyline sono basati sull'omonimo titolo NES: il giocatore controlla Alan Grant e deve completare diverse missioni prima di poter abbandonare Isla Nublar. Il nuovo hardware 16-bit però permette un grande miglioramento su grafica e suono (si tratta di uno dei primi videogiochi masterizzati in Dolby Pro Logic), oltre che un radicale cambiamento del gameplay in alcune sezioni. Le musiche sono ancora una volta di Jonathan Dunn.
Di questo titolo è stata messa in commercio anche una versione NES non autorizzata da Nintendo, col titolo The Lost World: Jurassic Park, che mantiene le novità in fatto di gameplay discostandosi quindi dalla versione NES ufficiale.
Nel 1994 Ocean distribuì un sequel, Jurassic Park 2: The Chaos Continues.

## Modalità di gioco
Ogni missione è costituita da un certo numero di aree, nelle quali il giocatore deve raccogliere uova di dinosauro o schede d'accesso per aree protette. La principale novità sono alcune sequenze in prima persona in 3D. A differenza della versione NES, questa offre un numero illimitato di Continua, ma ancora una volta è priva di funzioni di salvataggio.

## Critiche
Come già accennato, rispetto alla versione NES i Continua sono illimitati; ma, avendo molti più obbiettivi da completare, la totale assenza di un sistema di salvataggio o di password ha reso il gioco bersaglio di numerose critiche. In generale comunque le critiche sono state più positive rispetto alla versione NES.